# Шендерівка (Звенигородський район)
Шенде́рівка — село в Україні, у Звенигородському районі Черкаської області, підпорядковане Стеблівській селищній громаді. Населення — 752 людей.

## Географія
Розташоване біля річки Боровиця, права притока Росі. За 25 кілометрів від села — Корсунь-Шевченківський, за 95 кілометрів — Черкаси, за 165 кілометрів — місто Київ.

## Історія

### Козацька доба
На початку 17 століття на місці майбутнього села засновано хутір-зимівник, який належав гетьману Петру Сагайдачному. Проте перша письмова згадка про село припадає на 1629 рік. Про нього було сказано в люстрації Корсунського староства. На той час в Шендерівці було 200 будинків. У 1659 році згідно привілею польського короля Яна ІІ Казиміра село було надане Ієроніму Нєцєвичу. У цьому ж році король пізніше передав Шендерівку Остапу Федьковичу (Фасцієвичу). 
1708 року в Шендерівці було споруджено дерев'яну православну церкву Успіння Пресвятої Богородиці, але незабаром вона згоріла від блискавки. У 1714 році в селі було 115 хат. На 1741 рік в Шендерівці значилося 40 дворів, населення — близько 300 осіб. У 1804 році на фундаментах згорілої церкви збудували нову, дерев'яну.

### Анексія Російською імперією
1807 село отримало статус містечка у складі Київської губернії Російської імперії та привілей на ярмарки і базари.
1861 року, після скасування кріпацтва, село стало центром Шендерівської волості Канівського повіту, до якої входило 13 староств.

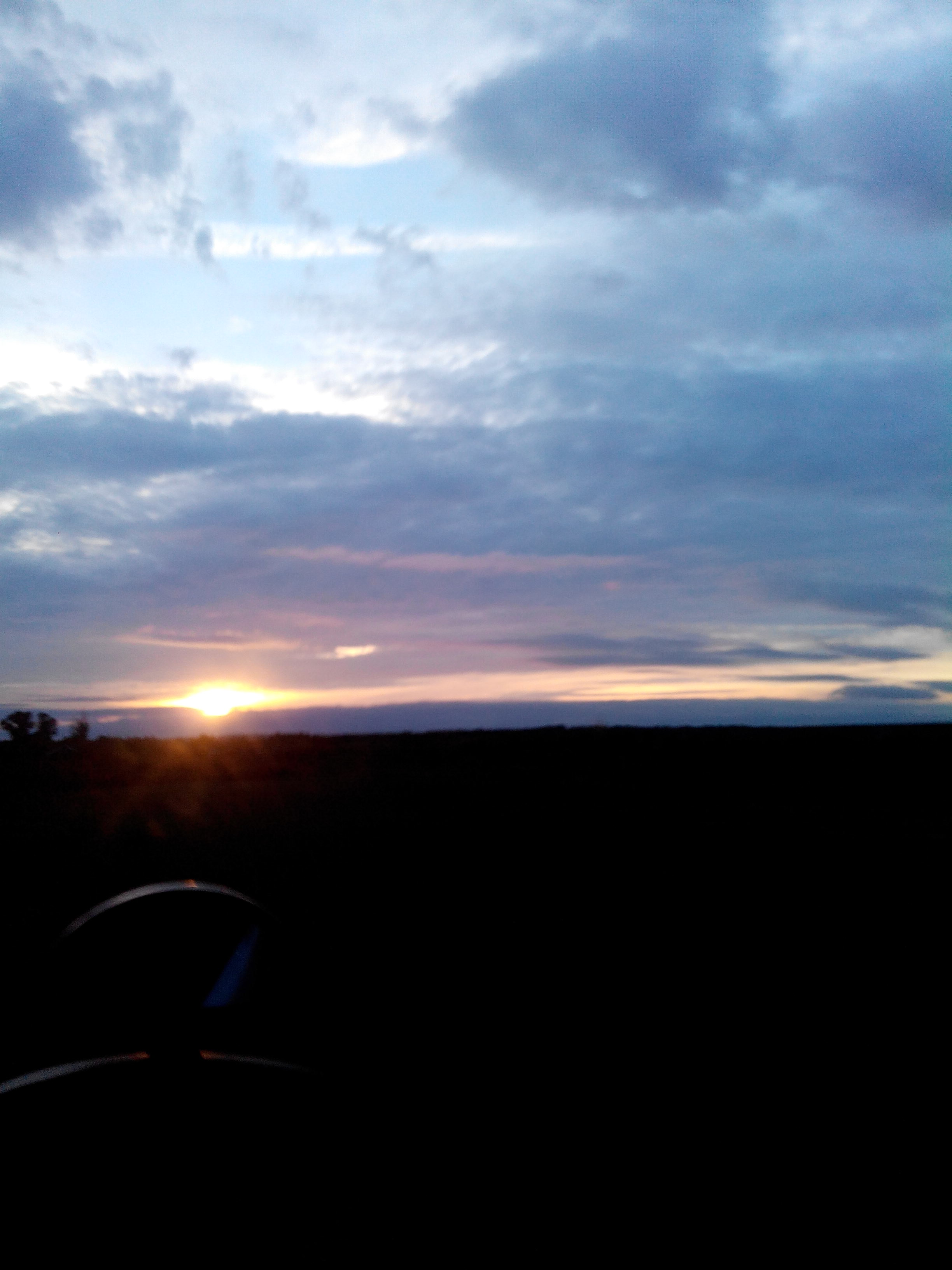
Вечірня Шендерівка

Станом на 1864 рік тут жило 2260 осіб, створена солідна інфраструктура: церковно-парафіяльна школа, лікарня, сільський банк, волосна управа. У селі кілька разів бував поет Тарас Шевченко. Із 1864 по 1879 роки в селі мешкав його брат В. Г. Шевченко. Тут же він написав «Споминки про Тараса».
Станом на 1885 рік у колишньому власницькому мешкало 2609 осіб, налічувалось 397 дворових господарства, існували 2 постоялих будинки, 7 лавок, винокурний завод.
За переписом 1897 року кількість мешканців зросла до 3966 осіб (1899 чоловічої статі та 2067 — жіночої), з яких 3162 — православної віри, 761 — юдейської.
На початок XX століття у містечку працювали суконна фабрика, цукровий, винокурний, цегельний заводи, водяні млини, вітряки, лісова пристань.
1903 — населення Шендерівки становило 5980 осіб, громада євреїв зросла до 700 осіб. У цей час у Шендерівці проживав український письменник Євген Кротевич.

### Влада УНР
1917 року містечко визнало владу УНР. Проте 1918 радянська влада нав'язала Україні війну, яка викликала численні окупації села: з боку Денікіна та російських більшовиків. Шендерівку послідовно звільняли українські війська: Директорії УНР, отамана Григор'єва, армія Нестора Махна. Стабільна радянська окупація встановлена тільки 1922 року.

### Перша присутність комуністів
Комуна, створена у 1920-х роках комуністами на базі поміщицької економії, збанкрутувала. Під тиском повстанських військ вони дали змогу селянам частково відродити традиційні промисли і торгівлю, постачання електроенергії до навколишніх сіл. Відродилася традиційна культура, у селі жив та виступав бандурист Григорій Косенко. Проте вже 1929 комуністи посилили терор проти ветеранів армії УНР, які залишилися у селі, а згодом вдалися до насильного створення колгоспів, до яких зганяли насамперед бідноту та ледарів. На початку 1932 року комуністи контролювали все їстівне і вдалися до терору голодом.

### Радянські часи
1930 року комуністи відправили до Росії десятки шендерівських родин. Значна частина селян евакуювала жінок та дітей на шахти Донбасу.
1932 за наказом влади почали конфісковувати їжу, доводячи людей до голодних психозів та смерті. За даними сільської ради, у Шендерівці було заморено голодом тисячу осіб — кожного четвертого мешканця села. Краєзнавці свідчать:
| Голод 1932 - 1933 рр. чорним крилом зачепив і Шендерівку. Про його жахіття, випадки людожерства переконливо описує уродженець села, колишній генеральний директор об'єднання «Хлібпром» Донецької області, кандидат технічних наук І.Ф. Прохоренко у мемуарно-художньому творі « Життя як терниста нива» (Донецьк, вид. Юго - Восток, 2002 р.) |
Під час Голодомору 1932—1933 років померло щонайменше 247 жителів села. 1934 року, у напівмертвому селі, комуністи познущалися ще й над церквою, яку перетворили на концертний майданчик. Проте вже за сім років комуністична влада була змушена евакуюватися із села, рятуючись від німецьких військ. До цього вони встигли за політичними мотивами вбити ще 19 жителів села — за рішенням «трійок» НКВД СРСР 1937 року.

### Нацистська окупація
Під час нацистської окупації влада депортувала із села все єврейське населення, яке вижило протягом 1921—1941 років. 1942 відбувся запис молоді на роботу до Німеччини, де 376 юнаків та дівчат врятувалися від примусової мобілізації до Червоної армії, куди брали навіть інвалідів.
Всього на фронтах Другої світової війни загинуло 290 мешканців Шендерівки — учетверо менше, ніж під час Голодомору в 1932—1933 роках. У 1944 році до Шендерівки повернулася радянська влада

### Роки незалежності

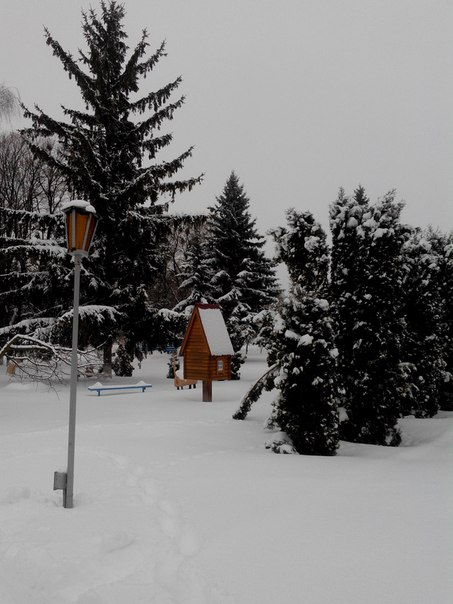
Шендерівка взимку

Мешканці села проголосували за відновлення державної самостійності України на референдумі 1 грудня 1991 року. За роки незалежності суттєво скоротився як економічний так і демографічний потенціал села. Було повністю зруйновано агропромисловий комплекс, сферу обслуговування. Внаслідок нераціонального використання деградують ґрунти. Майже знищені транспортні шляхи, що є наслідком безперервного руху великовагових вантажних автомобілів.
З 2009 року розпочалось відновлення мережі вуличного освітлення сіл Шендерівка та Нова Буда. Головний підрядник — фірма «ОВІС» (м. Сміла)
За період 2007—2012 років неподалік села Шендерівка встановлено три станції мобільного зв'язку.
У 2014 році відбулась газифікація населеного пункту.
Впродовж 2012—2015 років відбувається активне поліпшення дорожнього покриття сільських вулиць відсівом і щебенем. Головний підрядник — ШПМК (м. Корсунь-Шевченківський)

## Населення
Згідно з переписом УРСР 1989 року чисельність наявного населення села становила 1182 особи, з яких 514 чоловіків та 668 жінок.
За переписом населення України 2001 року в селі мешкало 945 осіб.

### Мова
Розподіл населення за рідною мовою за даними перепису 2001 року:
| Мова       | Відсоток |
| ---------- | -------- |
| українська | 97,69 %  |
| російська  | 2,10 %   |
| білоруська | 0,11 %   |
| молдовська | 0,11 %   |

## Освіта

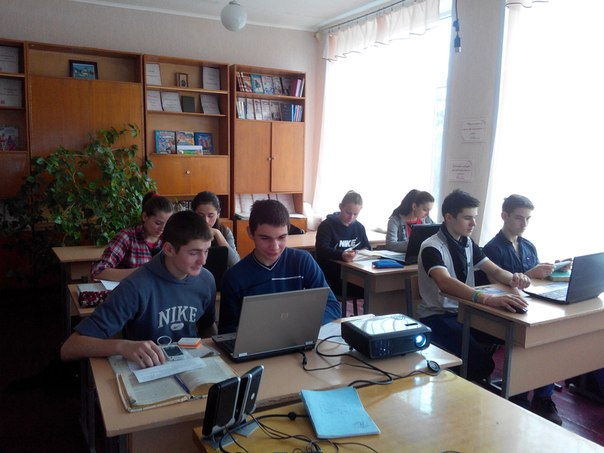
Робота над статтями до Вікіпедії, учні 10 класу 2016 рік

В селі функціонує середня школа: Шендерівський навчально — виховний комплекс «Дошкільний навчальний заклад — загальноосвітня школа І — ІІІ ступенів», де нині навчається біля сотні дітей. Школа збудована у 1968 році. Учнів навчає близько 20 педагогів. Учні школи активно беруть участь в житті школи та суспільства. Зокрема, вони долучились до «Освітньої програми», яку пропагує ГО «Вікімедія України». Згідно програми старшокласники замість рефератів учаться писати статті до Вікіпедії.

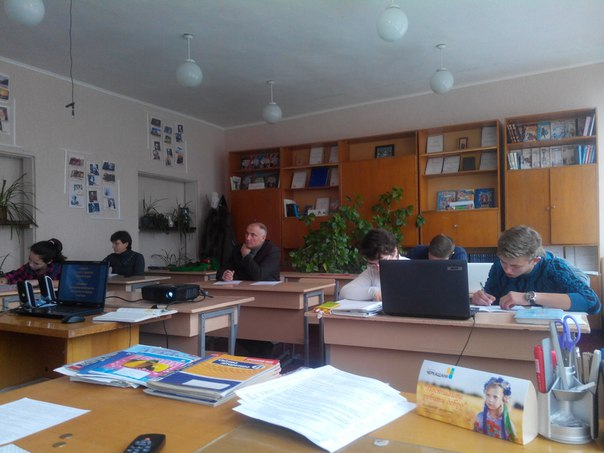
Вікі-урок. Учні 11 класу, 2016 рік

Учні школи також стали учасниками святкувань 12-річчя української Вікіпедії у січні 2016 року. Цього дня учні 5-11 класів стали учасниками вікі-лінійки «Українська Вікіпедія», а старшокласники писали статті до Вікіпедії.

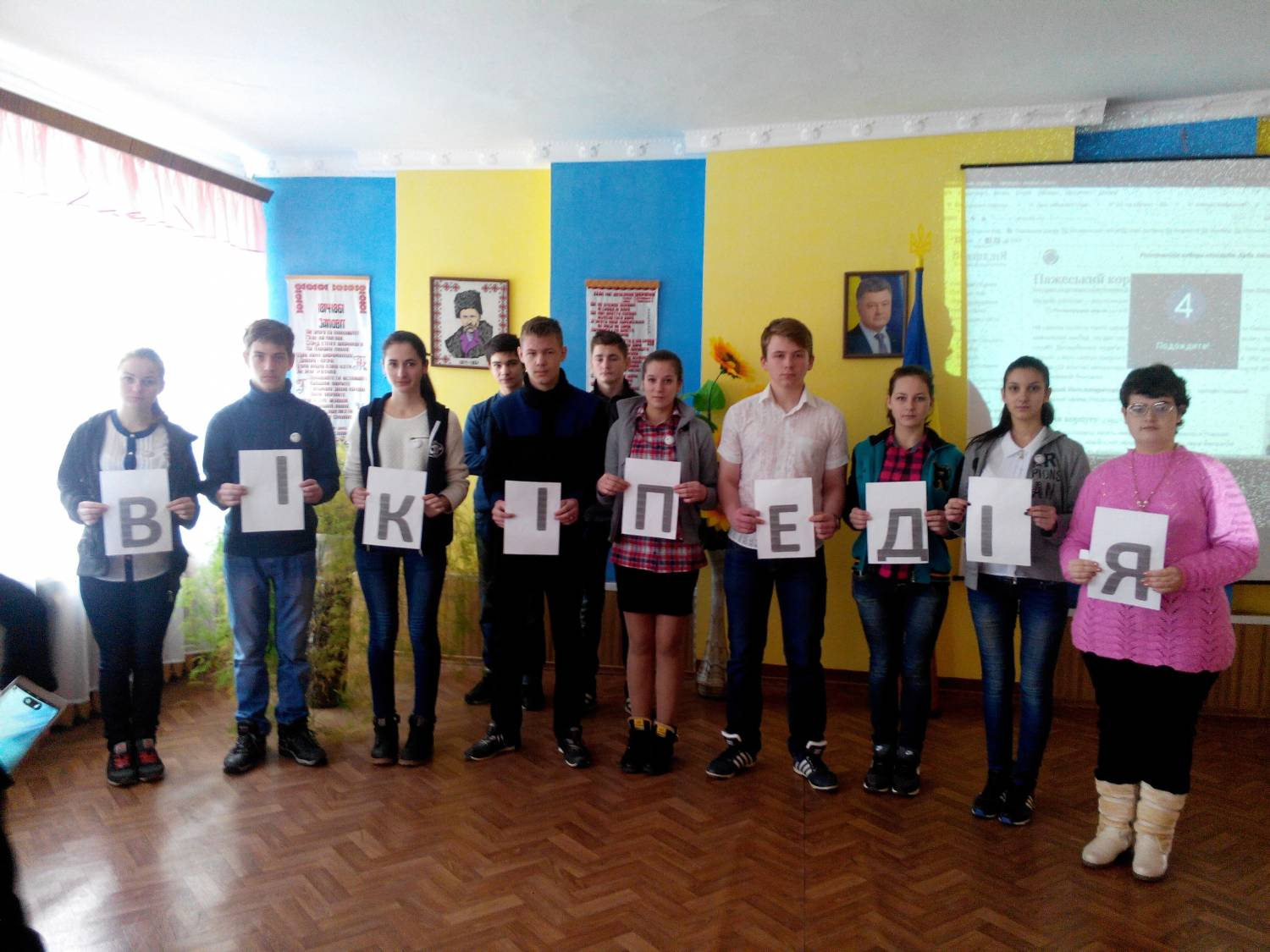
Вікі-лінійка в Шендерівському НВК — 2016 рік

## Відомі уродженці
- Леонід Горбенко — перший губернатор Калінінградської області, організував будівництво асфальтної дороги від села до сільського кладовища.
- Станіслав Двірняк — краєзнавець, вчитель математики, поет.
- Маніло Іван Петрович (1946)- професор, заслужений раціоналізатор РРФСР, заслужений винахідник РФ, доктор технічних наук.
- Скорик Владислав (1940) — кандидат технічних наук, декан факультету Московського фізико-технічного інституту, кавалер Почесної відзнаки Президента РФ.
- Ткаченко Степан (1940) — журналіст, народний депутат України.
- Харченко Григорій Трохимович (1917) — генерал — майор, військовий радник кубинського лідера Фіделя Кастро
- Олесь Харченко — (1946) — заслужений артист України (1979), керівник вокального квартету «Фавор» м. Київ. З 1966 року — артист державної капели бандуристів України, 1965—1975 — співак державної заслуженої капели «Явір».

## Пам'ятки
- Іванівське — заповідне урочище місцевого значення.